# كريستي باول
كريستي باول (بالإنجليزية: Christi Paul)‏ هي صحفية ومغنية أمريكية، ولدت في 1969 في بلفيو في الولايات المتحدة.

## وصلات خارجية
- كريستي باول على موقع IMDb (الإنجليزية)
- كريستي باول على موقع قاعدة بيانات الفيلم (الإنجليزية)